# 环唇沙蚕属
环唇沙蚕属（学名：Cheilonereis）为沙蚕科的一个属。

## 下属物种
本属包括以下物种：
- 环唇沙蚕 Cheilonereis cyclurus (Harrington, 1897)
- Cheilonereis peristomialis Benham, 1916